# Penton Grafton
Penton Grafton est une paroisse civile et un village du Hampshire, en Angleterre.